# Stjernemotor
En stjernemotor ((engelsk): Radial engine) er en stempelmotor typisk brugt i fly. I en stjernemotor er cylinderne arrangeret i en ring omkring en fælles krumtapaksel, ligesom egerne i et hjul.
En af cylinderne er forbundet med krumtapakslen med en hoved-stempelstang (engelsk: main connecting rod). De øvrige stempelstænger er forbundet i en ring om kanten på krumtapakslen (se animation). Firetakts-stjernemotorer har altid et ulige antal cylindere, så tændingen sker kontinuerlig og bidrager til en rolig gang i motoren.